# Incidentul OZN de la Varginha

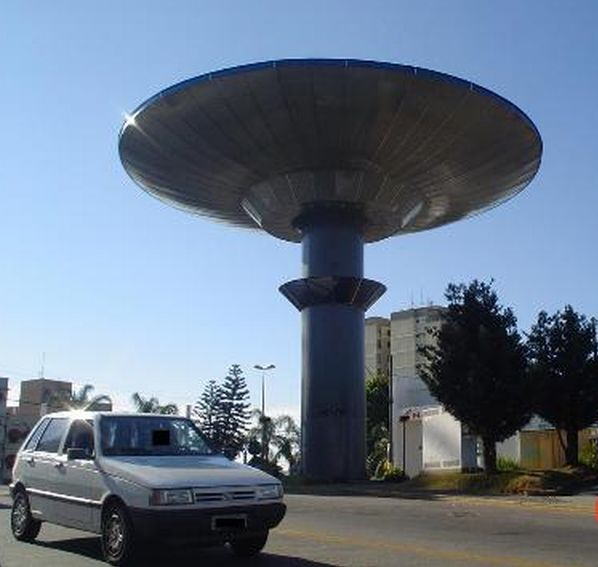
Turnul de apă în formă de nava în parcul central din orașul Varginha este un simbol al incidentului OZN

Incidentul OZN de la Varginha este numele dat unei serii de evenimente care implică presupusa observație și capturarea de către armată a unei ființe extraterestre în Varginha, Brazilia, în 1996.  Astfel de rapoarte au fost difuzate pentru prima dată în emisiunea de duminică a emisiunii Fantástico de pe  Rede Globo care a dus la mediatizarea cazului în întreaga lume, inclusiv un articol în The Wall Street Journal. De atunci a devenit un caz bine-cunoscut în ufologia braziliană modernă. 
Guvernul brazilian a negat în mod oficial orice pretenție de a fi implicat în capturarea entităților biologice extraterestre (EBE)  dar unii teoreticieni pretind acest lucru, acuzând guvernul de mușamalizare . Pentru unii, lipsa de surse fiabile este o dovadă împotriva veridicității sale; mărturiile indivizilor "oficiali" anonime sunt frecvent prezentate. 
Cercetătorul OZN Kevin D. Randle scrie că "acest caz este la fel de complicat ca oricare altul din domeniul OZN".  Randle notează că există o lipsă de dovezi fizice care să susțină cazul și adaugă: "De fapt, nu am reușit să verificăm mai nimic din nimic." 
Dr. Roger Leir din Ventura, California, a vizitat Varginha la scurt timp după incident. După interviuri ample cu martori locali, el a presupus că au existat două creaturi. Una a fost rănită. Au fost duse la o clinică medicală locală. Doctorii și asistentele medicale ale acestei clinici au raportat Dr. Leir o serie de evenimente foarte neobișnuite, unele cu caracter paranormal. De asemenea, ei au descris creaturile în detalii medicale. Dr. Leir a fost interesat în special de picioarele lor, deoarece este medic podiatru. Când tratamentul a fost finalizat, creaturile au fost îndepărtate de personalul militar. Dr. Leir a publicat o carte despre vizită, carte intitulată "OZN prăbușit în Brazilia" (ISBN: 978-1585091058).

## Prezentare generală

### Creaturi
Potrivit știrilor din presă, creatura a fost văzută pentru prima oară de trei persoane de la 14 la 22 de ani: surorile Liliane și Valquíria Fátima Silva și prietenul lor Kátia Andrade Xavier. Ei ar fi văzut creatura în după-amiaza zilei de 20 ianuarie 1996: un biped de aproximativ 1,6 metri (5 ft) , cu un cap mare și corp foarte subțire, cu picioare în formă de V, piele maro și ochi mari de culoare roșie. Părea a fi vag sau instabil și fetele au presupus că a fost rănit sau bolnav. 
Surorile Silva au spus că au fugit și i-au spus mamei că au văzut " diavolul ". Femeia nu le-a crezut până când nu a mers în zona în care ar fi văzut creatura unde se simțea un miros puternic ca amoniacul și nu găsit nimic altceva decât urme de pași și un câine mirosind locul.  După ce au povestit  familiei și prietenilor, zvonurile au început să se răspândească în tot orașul cu privire la apariția OZN și creaturile extraterestre răpite de forțele militare. Două zile mai târziu, o altă creatură se presupune că a fost găsită pe un drum. Trei camioane militare au fost trimise pentru a o prelua. 
O creatură similară a fost văzută la grădina zoologică locală de către portar. În următoarele luni, trei animale au murit în mod misterios. 

### Apariții OZN
Oralina și Eurico de Freitas, proprietari ai unei ferme din oraș, au văzut un OZN care plutea peste vitele lor. Oralina a fost atrasă de agitația bruscă a animalelor ei și a văzut obiectul zburător după ce a mers să verifice ceea ce le tulbura. Obiectul se presupune că a plutit peste terenul lor timp de 40 de minute. 

## Anchetă
În ceea ce privește creatura din pustiu, o anchetă oficială condusă de autoritățile militare braziliene a concluzionat în 2010 că surorile Silva au văzut de fapt un vagabond, instabil mental, poreclit "Mudinho" acoperit cu noroi, iar camioanele militare erau în programul lor normal în acea noapte.  De asemenea, armata a afirmat că extratereștrii văzuți în spital era un cuplu de pitici în așteptare. 